# دي فولغاري إيلوكينشيا

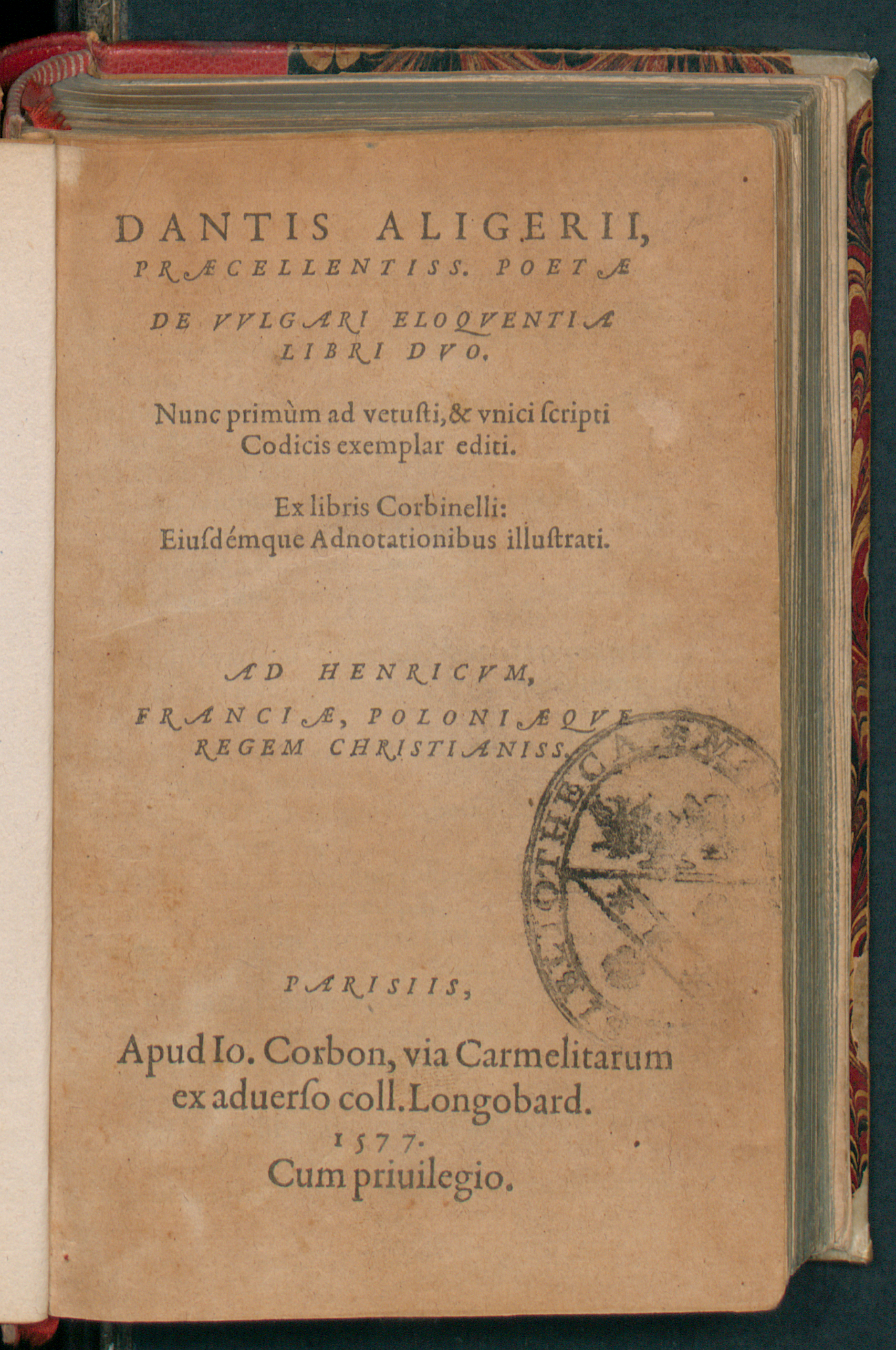
دي فولغاري إيلوكينشيا، 1577.

دي فولغاري إيلوكينشيا (بالإيطالية: De vulgari eloquentia)‏ أو في البلاغة في العامية هو عنوان مقالة كتبها دانتي أليغييري. كتبها بداية باللغة اللاتينية وقصد أن يجعلها مبدئيًا أربعة كتب، لكنه تخلى عنها في منتصف الكتاب الثاني. يعتقد بأنه ألفها بعد وقت قصير من نفيه. تشير الأدلة الداخلية إلى تاريخ ما بين 1302 و 1305. يتناول الكتاب الأول العلاقة بين اللاتينية والعامية، والبحث عن عامية لامعة في المنطقة الإيطالية، في حين أن الثاني هو تحليل لبنية «كانتو» أو الأغنية (كما توجد أيضًا باسم «كانزوني» باللغة الإيطالية) كنوع أدبي.

## طالع أيضًا
- Precipitevolissimevolmente